# Feklokke-slægten
Feklokke-slægten (Prosartes) med synonymet Disporum er en slægt med 5 arter, der er udbredt i Nordamerika. Det er flerårige urter med knudrede jordstængler og trævlede rødder. De overjordiske dele er almindeligvis dunhårede. Stænglerne er forgrenede med siddende eller meget kortstilkede blade. Bladpladen er bredt oval til næsten lancetformet. Blomstringen sker udelukkende fra skudspidserne, hvor blomsterne sidder enkeltvis eller 4-7 sammen. De er nikkende med smalle kronblade. Frugterne er gullige til røde bær med flere lysegule til orangerøde frø.
| Beskrevne arter |

- Prosartes hookeri

| Andre arter |

- Prosartes lanuginosa
- Prosartes maculata
- Prosartes smithii
- Prosartes trachycarpa